# Nthabiseng Majiya
Nthabiseng Ronisha Majiya (* 10. Juni 2004) ist eine südafrikanische Fußballspielerin.

## Karriere

### Klub
Auf Klubebene ist sie derzeit beim Richmond United FC in den USA aktiv.

### Nationalmannschaft
Mit der südafrikanischen Nationalmannschaft nahm sie am Afrika-Cup 2022 teil. Am Ende gewann ihr Team im Finale gegen Marokko das Turnier und wurde somit erstmals in der Geschichte der Mannschaft zum Afrikameister. Sie selbst erzielte bei dem Sieg über Botswana in der Gruppenphase auch ein Tor. So gelang dann ihrem Team die Qualifikation für die Weltmeisterschaft 2023.